# Ferrari 246
Chronologie des modèles (1966)
Ferrari 1512 Ferrari 312 F1
La Ferrari 246 est une monoplace de Formule 1 engagée par la Scuderia Ferrari lors de la saison 1966 de Formule 1. Elle a été pilotée par les Italiens Lorenzo Bandini et Ludovico Scarfiotti. La 246 a aussi été utilisée par l'écurie privée Reg Parnell Racing, avec à son volant l'Italien Giancarlo Baghetti.
Lors du Grand Prix inaugural disputé à Monaco, Bandini part de la cinquième position, mais auteur d'un mauvais départ, dégringole à la dixième place. L'Italien parvient à remonter au classement et ainsi termine deuxième, derrière Jackie Stewart. En Belgique, Bandini se qualifie une nouvelle fois en cinquième position. En course, il prend la tête pendant un tour avant de terminer troisième, signant son huitième et dernier podium en Formule 1. Pour le Grand Prix suivant, disputé en France, la Scuderia Ferrari abandonne la 246 et n'engage que la Ferrari 312 F1 en course. La 246 revient au Grand Prix d'Allemagne et est pilotée par l'Italien Ludovico Scarfiotti. Parti quatrième, il abandonne au neuvième tour à la suite d'un problème électrique. C'est le dernier Grand Prix où l'écurie italienne engage cette monoplace.
La 246 réapparaît pourtant une dernière fois, au Grand Prix d'Italie, pour le compte de l'écurie privée Reg Parnell Racing. Pilotée par l'Italien Giancarlo Baghetti, la monoplace italienne se qualifie en seizième position. En course, Baghetti ayant onze tours de retard sur le vainqueur Ludovico Scarfiotti sur Ferrari 312 F1, n'est pas classé.

## Résultats détaillés en championnat du monde
| Saison | Écurie                     | Moteur              | Pneus     | Pilotes             | 1   | 2   | 3   | 4   | 5   | 6    | 7    | 8   | 9   | Points inscrits | Classement |
| ------ | -------------------------- | ------------------- | --------- | ------------------- | --- | --- | --- | --- | --- | ---- | ---- | --- | --- | --------------- | ---------- |
| 1966   | Scuderia Ferrari SpA SEFAC | Ferrari Tipo 228 V6 | Firestone |                     | MON | BEL | FRA | GBR | NED | GER  | ITA  | USA | MEX | 31*             | 2e         |
| 1966   | Scuderia Ferrari SpA SEFAC | Ferrari Tipo 228 V6 | Firestone | Lorenzo Bandini     | 2   | 3   |     |     |     |      |      |     |     | 31*             | 2e         |
| 1966   | Scuderia Ferrari SpA SEFAC | Ferrari Tipo 228 V6 | Firestone | Ludovico Scarfiotti |     |     |     |     |     | Abd. |      |     |     | 31*             | 2e         |
| 1966   | Reg Parnell Racing         | Ferrari Tipo 228 V6 | Firestone | Giancarlo Baghetti  |     |     |     |     |     |      | Abd. |     |     | 0               | NC         |

Légende : ici 
* 16 points marqués avec la Ferrari 312 F1